# Yuia
Yuia (também Yuya, Yaa, Ya, Yiya, Yayi, Yu, Yuyu, Yaya, Yiay, Yia, Yuy), foi um poderoso cortesão egípcio da décima oitava dinastia. Ele era casado como Tuiu, uma egípcia nobre. Sua filha Tiy tornou-se a Grande Esposa Real de Amenófis III. Eles também foram os pais de Ay, um cortesão egípcio durante o reinado do faraó Aquenáton, e que eventualmente tornou-se faraó conhecido como Kheperkheprure Ay. Entretanto, não há evidências conclusivas afirmando o parentesco de Yuia e Ay, apesar de que os dois certamente são descendentes de Akhmim.  Sabe-se também que Yuia e Tuiu tiveram um filho chamado Anen, que carregou títulos de Chanceler do baixo Egito, Segundo Profeta de Amon, Sacerdote de Heliópolis e Pai Divino.

## Origens
Yuia veio do Alto Egito da cidade de Akhmim, onde provavelmente era dono de uma grande propriedade e membro da nobreza local. Suas origens permanem incertas.
Como o estudo de sua múmia mostrou, Yuia foi um homem mais alto do que a média, e o anatomista Grafton Elliot Smith considerou que sua aparência não era a de um egípcio comum. Levando em conta o seu nome incomum e suas feições, alguns egiptólogos acreditam que Yuia era de origem estrangeira, embora isto não seja muito seguro.
O nome de Yuia pode ser pronunciado e escrito de cinco maneiras diferentes, como notou Gaston Maspero no livro de 1907 de Theodore Davis (The Tomb of Iouiya and Touiyou). Entre eles estão: "iAy", yuiA", yw [hieroglifo da folha de junco com um pé andando]A, ywiw" e, representando normalmente algo estrangeiro, "y [hieroglifo de um homem com a mão na boca]iA.
Era incomum uma pessoa ter tantas formas diferentes para escrever seu nome em egípcio antigo; isto pode sugerir que os ancestrais de Yuia tinha uma origem estrangeira.
Uma solução para isto é que Yuia tivesse uma descendência de Mitani. Este argumento é baseado no fato que a tecnologia de cavalos e bigas foi introduzido no Egito da Asia e Yuia foi o "mestre dos cavalos" do faraó. Isto também sugere que Yuia foi o irmão da rainha Mutemuia, mãe do faraó Amenófis III e pode ter uma origem da realeza Mitani. Entretanto, estas hipóteses não são substanciais desde que não se sabe sobre as raízes de Mutemuia.
Embora Yuia tenha vivido no Alto Egito, uma área que foi predominantemente de Egiptos nativos, ele pode ter assimilado uma descendência de imigrantes asiáticos ou escravos que se tornaram membros da nobreza de Akhmim. Se Yuia não era estrangeiro, ele pode ter sido um egípcio que teve a filha casada com Amenófis III.

## Carreira

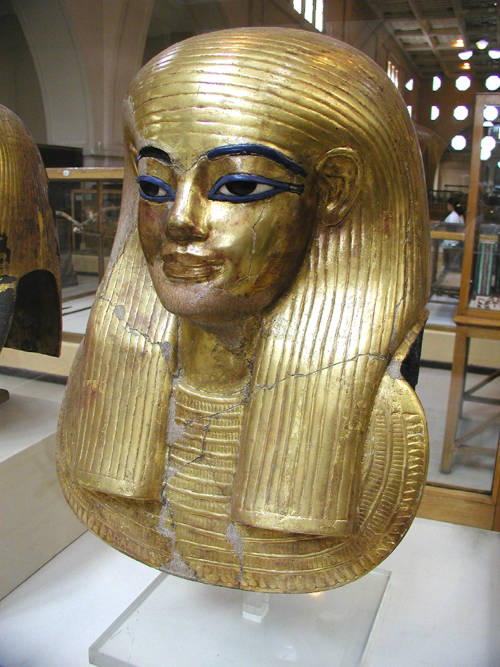
Máscara de ouro da múmia de Yuia, pai da rainha Tiy.

Yuia serviu Amenófis III como conselheiro chave e possuia postos como O Tenente do Rei e Mestre dos Cavalos; seu título Pai do Deus possivelmente se refere ao parentesco de sogro com o Amenófis. Em sua cidade natal de Akhmim, Yuia era um profeta de Min, o deus chefe da região, e servidor dos deuses como Superintendente do Rebanho.

## Tumba
Yuia e sua esposa Tuia foram enterrados no Vale dos Reis, onde sua tumba privada KV46 foi descoberta em 1905 <ref>Cyril Al
1. ↑  (Osman p. 113)
2. ↑  Who's Who In Ancient Egypt Reference, pág. 207
3. ↑  Rice, op. cit.,  p.222
4. 1 2  David, op. cit., p.167
5. ↑  Rice, op. cit., p.20
6. ↑  David O'Connor & Eric Cline, Amenhotep: Perspectives on his Reign, University of Michigan, 1998, p.5
7. ↑  O'Connor & Cline, op. cit., p.5
8. ↑  Maspero's analysis of Yuya's complex name is given on page xiii-xiv of The Tomb of Iouiya and Touiyou" by Theodore M. Davis, Archibald Constable and Co. Ltd, 1907
9. ↑  Anthony David & Rosalie David, A Biographical Dictionary of Ancient Egypt, London: Seaby, 1992, p.167 ISBN 1-85264-032-4
10. ↑  Rice, op. cit., p.222